# Dot Richardson
Pour les articles homonymes, voir Richardson.
Dot Richardson, née le 22 septembre 1961 à Orlando en Floride, est une joueuse de softball américaine. Double championne olympique en 1996 à Atlanta et en 2000 à Sydney, elle évolue au poste d'arrêt-court.

## Biographie
Jeune, Dot Richardson est une bonne joueuse de baseball si bien qu'à 10 ans, un entraîneur d'une équipe masculine de Little League lui propose de jouer avec eux, ce qu'elle décline. L'été suivant, elle rejoint les Jets de Union Park, une équipe dans un championnat féminin de softball. Elle éblouit par sa précocité et est désignée All-Star. À 13 ans, elle devient la plus jeune joueuse à lancer dans la Major Fast Pitch.
Après une première saison à Western Illinois, elle réalise son transfert aux Bruins d'UCLA. Richardson joue trois ans sous les couleurs de l'université californienne,. Elle mène les Bruins à la batte lors des trois années consécutives,. Elle est nommée meilleur joueuse de softball de la décennie par la NCAA,. Dans le même temps, elle suit des études de médecine. Devenue internationale, elle joue les Jeux panaméricains et les championnats du monde de softball. 
L'expérimentée Dot Richardson, jouant au poste d'arrêt-court, mène l'équipe américaine à la victoire dans le premier tournoi olympique de softball à Atlanta. En finale, elle frappe le coup de circuit décisif dans la victoire contre la Chine.
Dot Richardson obtient son diplôme de master en 1988 et entrée à l'université de Louisville pour devenir une doctoresse. Considérée comme la meilleure arrêt-stop, elle contribue à la série de 112 victoires consécutives de l'équipe américain de softball qui s'arrête brutalement par trois défaites consécutives lors des Jeux olympiques d'Athènes en 2000. Malgré ces défaites, Dot Richardson, replacée en deuxième base, et les Américaines conservent leur titre olympique.

## Palmarès
- Médaille d'or aux Jeux olympiques d'été de 1996 à Atlanta, États-Unis[7].
- Médaille d'or aux Jeux olympiques d'été de 2000 à Athènes, Grèce.
- Médaille d'or au championnat du monde de softball 1986 à Auckland, Australie[3].
- Médaille d'or au championnat du monde de softball 1990 à Normal, États-Unis[8].
- Médaille d'or au championnat du monde de softball 1994 à St. John's, Canada[9].
- Médaille d'or aux Jeux panaméricains 1979 à San Juan, Porto Rico[3].
- Médaille d'or aux Jeux panaméricains 1983 à Caracas, Venezuela[3].
- Médaille d'or aux Jeux panaméricains 1987 à Indianapolis, États-Unis[3].
- Médaille d'or aux Jeux panaméricains 1995 à Mar del Plata, Argentine[10].
- Médaille d'or aux Jeux panaméricains 1999 à Winnipeg, Canada[11].